# Котельников Євген Петрович
Євген Петрович Котельников (21 березня 1939 , Київ  — 19 грудня 2017 , Київ ) — радянський футболіст, захисник. Пізніше — український футбольний тренер та спортивний функціонер. Голова Комітету юнацького футболу Федерації футболу України, начальник управління футболу «Динамо» (Київ). Майстер спорту СРСР, заслужений тренер України, заслужений працівник фізичної культури та спорту України. 
Від 1958 до 1965 року грав за «Локомотив» (Вінниця). У 1962 році закінчив Вінницький державний педагогічний інститут за фахом «тренер-викладач». З 1965 по 1977 працював тренером у Дитячо-юнацькій футбольній школі «Динамо». З 1977 по 1990 — державний тренер СРСР з футболу Федерації футболу України. З 1991 по 1995 роки — перший віце-президент Федерації футболу України. З 1995 року — начальник управління футболу ФК «Динамо» (Київ). Член Виконкому ФФУ. Член Ради першої ліги Професіональної футбольної ліги України. Голова Комітету юнацького футболу.
Нагороджений почесним знаком Федерації футболу України «За особистий внесок у розвиток українського футболу», знаком «Відмінник освіти України» та золотою відзнакою Професіональної футбольної ліги України.

## Кар'єра футболіста
Народився 21 березня 1939 року в Києві на Байковій горі. Пережив німецьку окупацію міста під час німецько-радянської війни. Виріс у київському районі Сталінка. 1952 року потрапив до групи підготовки київського «Динамо». Його першими тренерами були Микола Павлович Мельниченко та Микола Федорович Фоміних. У юнацькій команді Котельников був капітаном і грав разом із Валерієм Лобановським.
Вступив до Київського політехнічного інституту, проте через матеріальне становище в сім'ї вирішив зосередитися на роботі. Євген влаштувався завод «Арсенал» слюсарем. Паралельно з роботою грав у заводській команді. Котельникова запрошували до футбольної школи молоді (ФШМ), де пропонували зарплату 800 рублів. Однак після того, як він отримав зарплату в 1200 рублів, вирішив залишитися на заводі. З 1956 по 1957 рік перебував у стані київського «Динамо». У 1957 році команда стала срібним призером чемпіонату СРСР серед юнаків, поступившись у фінальному матчі тбіліському «Динамо» (2:3).
У 1958 році перейшов у вінницький «Локомотив», де грали й інші вихованці «Динамо». Перший сезон у новій команді завершився третім місцем у підгрупі Першої ліги СРСР. Сезон 1959 року завершився для «Локомотива» перемогою у турнірі, проте у зв'язку зі зміною правил команда до Вищого дивізіону не вийшла, тим не менш за це досягнення всім гравцям було присвоєно звання майстрів спорту СРСР. У 1960 році вінничани стали другими у Першій лізі, поступившись лише миколаївському «Суднобудівнику».
У 1961 році «Локомотив» з Котельниковим у товариській грі обіграв бразильську «Мадурейру». Перша ліга завершилася для команди знову на другому місці. Цього разу «залізничники» поступилися одеському «Чорноморцю», а потім посіли третє місце у фінальному турнірі, обігравши луганські «Трудові резерви». 1962 року Котельников закінчив Вінницький державний педагогічний університет за спеціальністю «тренер-викладач». Черговий сезон для «Локомотива» у своїй зоні завершився на третьому місці, після чого у фінальному турнірі команда фінішувала на шістнадцятому місці та вилетіла до Другої ліги. Сам Котельников у цьому розіграші не був гравцем основи, зігравши лише у трьох іграх.
Зональний етап Другої ліги «Локомотив» завершив на першому місці, а у стикових матчах посів друге місце, поступившись одеському СКА. 1964 року зональний етап «залізничники» завершили на другому місці, а у фінальному етапі стали першими і повернулися до Першої ліги. Всього за «Локомотив» виступав упродовж восьми сезонів і зіграв у понад ста п'ятдесяти матчах.
Кар'єру футболіста завершив у 1966 році у двадцятисемирічному віці у складі бердянського «Торпедо». Причиною завершення ігрової кар'єри стала невдала операція на меніску.

## Кар'єра тренера та функціонера
Після закінчення кар'єри футболіста перейшов на роботу дитячим тренером у київському «Динамо», дебютувавши на цій посаді у 1967 році. Серед його вихованців Володимир Безсонов, Геннадій Литовченко, Володимир Лозинський, Олексій Михайличенко, Павло Яковенко, Вадим Лазоренко та Віктор Сахно. З 1977 по 1990 рік був державним тренером СРСР з футболу Федерації футболу України. У 1983 році очолював збірну Української РСР на літній Спартакіаді народів СРСР 1983 року, де його команда посіла четверте місце. 1986 року Котельникова відправили в Нігер з метою надання методичної допомоги, де він працював протягом місяця.

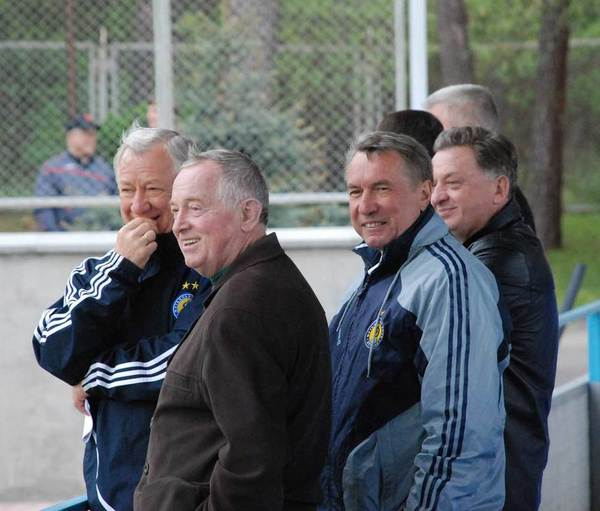
Євген Котельников (у центрі) на матчі «Динамо-2». 2009 рік.

Працював у відділі футболу спортивного комітету у Києві. У серпні 1991 року до спорткомітету звернулися представники «Народного руху», які вимагали негайного виходу зі складу союзної федерації футболу. Спорткомітет пропонував вийти зі складу федерації після закінчення сезону, проте представники «Руху», серед яких був Ярослав Кендзьор, наполягали на негайному виході. У вересні було прийнято рішення повернутись до питання виходу зі складу союзної федерації у грудні, по закінченні сезону. 13 грудня 1991 року відбулися збори, на яких було прийнято рішення про створення Федерації футболу України та вихід зі складу союзної федерації.
Котельников став першим віцепрезидентом новоствореної Федерації футболу України. Він займався організацією першого чемпіонату незалежної України та першого матчу збірної України проти Угорщини. У сезоні 1995/96 був віцепрезидентом київського ЦСКА-Борисфена, який тоді посів четверте місце у чемпіонаті України. У 1997 році повернувся до київського «Динамо» на запрошення Григорія Суркіса на посаду начальника управління футболу. Котельников займався «Динамо-2», «Динамо-3», клубною академією та ДЮФШ. Разом із Павлом Яковенком створив футбольний спецклас для дітей 1985 року народження. Коли Яковенко очолив молодіжну збірну України, Котельников займався куруванням команди. Котельников був головою комітету юнацького футболу та членом виконавчого комітету Федерації футболу України.
Помер 19 грудня 2017 року на 79-ому році життя у Києві.

## Досягнення
«Локомотив» (Вінниця)
- Переможець першої ліги СРСР (1): 1959
- Бронзовий призер першої ліги СРСР (1): 1961
- Переможець другої ліги СРСР (1): 1964
- Срібний призер другої ліги СРСР (1): 1961

## Особисте життя
З майбутньою дружиною Тетяною познайомився у київському кінотеатрі, а 1962 року одружився з нею. Виростив двох дочок. Старша донька Оксана закінчила факультет романо-німецької філології Київського університету, а молодша Катерина — Київський технікум готельного господарства.
Улюблена книга Котельникова — «Майстер і Маргарита» Михайла Булгакова.

## Статистика
| Сезон                                                        | Клуб                | Ліга       | Чемпіонат | Чемпіонат | Кубок | Кубок |
| Сезон                                                        | Клуб                | Ліга       | Ігри      | Голи      | Ігри  | Голи  |
| ------------------------------------------------------------ | ------------------- | ---------- | --------- | --------- | ----- | ----- |
| 1958                                                         | Локомотив (Вінниця) | Перша ліга | 15        | 0         | 4     | 0     |
| 1959                                                         | Локомотив (Вінниця) | Перша ліга | 20        | 0         | 3     | 0     |
| 1960                                                         | Локомотив (Вінниця) | Перша ліга | 19        | 0         |       |       |
| 1961                                                         | Локомотив (Вінниця) | Перша ліга | 32        | 0         | 2     | 0     |
| 1962                                                         | Локомотив (Вінниця) | Перша ліга | 3         | 0         |       |       |
| 1963                                                         | Локомотив (Вінниця) | Друга ліга | 35        | 0         | 1     | 0     |
| 1964                                                         | Локомотив (Вінниця) | Друга ліга | 37        | 1         | 3     | 0     |
| 1965                                                         | Локомотив (Вінниця) | Перша ліга | 21        | 0         | 1     | 0     |
| 1966                                                         | Торпедо (Бердянськ) | Друга ліга | 14        | 0         | 1     | 0     |
| Джерело: Профіль футболіста на сайті FootballFacts.ru (рос.) |                     |            |           |           |       |       |